# 沃恩 (新墨西哥州)
沃恩（英語：Vaughn）是一個位於美國新墨西哥州瓜達盧佩縣的城鎮。

## 人口
根據2020年美國人口普查的數據，沃恩的面積為14.50平方千米，皆為陸地。當地共有人口286人，而人口密度為每平方千米20人。